# Котляренко, Леонид Тихонович
Леони́д Ти́хонович Котляре́нко (12 июня 1917, Острогожск, Воронежская губерния — 21 мая 1969, Москва) — советский оператор, фронтовой кинооператор в годы Великой Отечественной войны.

## Биография
Родился в 30 мая (12 июня) 1917 года в Острогожске (ныне Воронежская область).
Окончил операторский факультет ВГИКа в 1940 году, в ноябре был призван в Красную армию, с января 1941 года служил в 19-й отдельной школе младших авиаспециалистов в Козельске. С началом Великой Отечественной войны — в киногруппе Политуправления Красной армии. С июля 1941 года снимал в киногруппе Южного фронта, с сентября — Закавказского. С июля 1943 года в киногруппе Северо-Кавказского, с июня 1944-го — 2-го Белорусского фронтов, с июня 1945 года — в Северной группе войск.
После демобилизации в августе 1946 года — оператор ЦСДФ. C 1952 по 1954 год работал на корпункте студии в Венгрии, в 1957—1960 годах — корреспондент в Индии. Автор сюжетов для кинопериодики: «Дружба», «Московская кинохроника», «Новости дня», «Пионерия», «Советская Киргизия», «Советский спорт», «Союзкиножурнал».
Член ВКП(б) с 1951 года, член Союза кинематографистов СССР с 1957 года.
Скончался 21 мая 1969 года. Похоронен в Москве на Введенском кладбище (участок № 5).

### Семья
- Жена — Ольга Александровна Котляренко (урождённая Дрейцер, род. 1927), домохозяйка;
  - Дочь — Ирина Леонидовна Котляренко (род. 1949), геолог[1].

## Фильмография
Оператор
- 1942 — День войны (совместно с группой операторов)
- 1943 — Битва за нашу Советскую Украину (совместно с группой операторов; в титрах не указан)
- 1943 — Кавказ (совместно с группой операторов; не выпущен)
- 1943 — Крылья народа (совместно с группой операторов; не выпущен; в титрах не указан)
- 1943 — Народные мстители (совместно с группой операторов; в титрах не указан)
- 1943 — Приговор народа (совместно с группой операторов)
- 1944 — Авиация дальнего действия (совместно с группой операторов; в титрах не указан)
- 1944 — Битва за Севастополь (совместно с группой операторов)
- 1944 — Город Могилёв (совместно с Я. Смирновым)
- 1944 — Летающие крепости (совместно с Б. Шером, С. Школьниковым, Д. Шоломовичем, В. Штатландом)
- 1944 — Наши женщины (совместно с группой операторов)
- 1944 — Освобождение Советской Белоруссии (совместно с группой операторов)
- 1944 — Сражение за Витебск (фронтовой спецвыпуск № 1) (совместно с группой операторов)
- 1945 — Александр Покрышкин (совместно с группой операторов, в титрах не указан)
- 1945 — Берлин (совместно с группой операторов, в титрах не указан)
- 1945 — В логове зверя / Восточная Пруссия (фронтовой спецвыпуск № 4) (совместно с группой операторов)
- 1945 — В Померании (фронтовой спецвыпуск № 5) (совместно с группой операторов)
- 1945 — Встреча маршала Рокоссовского с фельдмаршалом Монтгомери (совместно с Е. Учителем, Я. Смирновым)
- 1945 — От Вислы до Одера (фронтовой спецвыпуск № 7) (совместно с группой операторов, в титрах не указан)
- 1946 — XXIX Октябрь (совместно с группой операторов, в титрах не указан)
- 1946 — День танкистов (совместно с группой операторов)
- 1946 — Парад молодости (совместно с группой операторов)
- 1946 — 1 Мая (ч/б вариант; совместно с группой операторов)
- 1947 — День победившей страны (совместно с группой операторов)
- 1947 — Первое Мая (цв. вариант; совместно с группой операторов)
- 1948 — XXXI Октябрь (совместно с группой операторов)
- 1948 — День Воздушного флота СССР (совместно с группой операторов)
- 1948 — Ко дню Военно-морского флота (совместно с группой операторов)
- 1948 — 1 Мая (ч/б вариант; совместно с группой операторов)
- 1948 — 32 миллиона (совместно с группой операторов)
- 1949 — XXXII Октябрь (совместно с группой операторов)
- 1949 — День Воздушного флота СССР (совместно с группой операторов)
- 1949 — К центру Арктики. (Мурманские берега) (совместно с Е. Лозовским, Е. Яцуном, В. Фроленко)[6]
- 1949 — Кольские берега (совместно с группой операторов)
- 1949 — Спортивная зима (Зимняя спартакиада народов РСФСР) (совместно с группой операторов)
- 1950 — К высоким широтам («Енисей-1»)(совместно с М. Трояновским, Е. Яцуном)[7]
- 1951 — Монгольская Народная Республика (СССР — МНР; совместно с группой операторов)
- 1951 — Советская Киргизия (совместно с группой операторов)
- 1951 — 376 дней на дрейфующей льдине (совместно с Е. Яцуном, А. Кочетковым, Н. Соловьёвым)
- 1952 — День Воздушного флота СССР (совместно с группой операторов)
- 1953 — Великое прощание (совместно с группой операторов)
- 1953 — За мир и дружбу (СССР — Румыния; совместно с группой операторов)
- 1953 — Месячник венгеро-советской дружбы
- 1953 — Под знаменем единства (совместно с А. Колошиным)
- 1954 — Из опыта промышленного и и жилищного строительства в странах народной демократии (совместно с группой операторов)
- 1954 — На XII Всемирных студенческих играх (совместно с группой операторов)
- 1954 — Спортивные встречи друзей (совместно с группой операторов)
- 1954 — Футбол СССР — Венгрия (совместно с группой операторов)
- 1955 — В центре Арктики (совместно с группой операторов)
- 1955 — Варшавские встречи (СССР — ПНР; совместно с группой операторов)
- 1955 — Песни над Вислой (СССР — ПНР; совместно с группой операторов)
- 1955 — Пятнадцать дней в Советском Союзе (совместно с группой операторов)
- 1955 — Физкультурники Донбасса (совместно с Л. Максимовым, Г. Серовым)
- 1956 — Бернард Шоу (совместно с Е. Ефимовым)
- 1956 — В Лондоне
- 1956 — В Пакистане (совместно с Р. Халушаковым)
- 1956 — Визит мира и дружбы
- 1956 — Миссия дружбы и мира (совместно с И. Бессарабовым, Г. Бобровым, П. Касаткиным, И. Сокольниковым, В. Трошкиным)
- 1956 — На Всесоюзной промышленной выставке (совместно с М. Силенко)
- 1956 — Парламентская делегация Пакистана в СССР (совместно с А. Сологубовым)
- 1956 — Франко-советские переговоры в Москве (совместно с Б. Макасеевым, А. Хавчиным)
- 1956 — Чемпионы спартакиады Советской России (совместно с группой операторов)
- 1956 — Ярмарка в Карачи (совместно с Р. Халушаковым)
- 1957 — В Будапеште (совместно с В. Комаровым)
- 1957 — Вьетнам принимает гостя (совместно с В. Комаровым)
- 1957 — Всесоюзная промышленная выставка
- 1957 — К. Е. Ворошилов в братской Монголии (совместно с В. Комаровым)
- 1957 — На земле свободной Индонезии (совместно с В. Комаровым)
- 1957 — Наша дружба — навеки! (совместно с группой операторов)
- 1957 — Нерушима советско-германская дружба (совместно с группой операторов)
- 1957 — Посланцы братской Венгрии в СССР (совместно с группой операторов)
- 1957 — Пою моё отечество… (совместно с В. Микошей)
- 1957 — Репортаж из Будапешта (совместно с В. Комаровым)
- 1957 — Репортаж из Венгрии (совместно с группой операторов)
- 1958 — Гости из Непала (совместно с Г. Захаровой, Е. Яцуном, А. Воронцовым, А. Крыловым)
- 1958 — На Всесоюзной промышленной выставке (совместно с М. Силенко)
- 1959 — Дерево дружбы (совместно с группой операторов)
- 1959 — Металл Бхилаи
- 1959 — Сталь дружбы
- 1959 — Тропою джунглей (совместно с группой операторов)
- 1960 — Визит мира и дружбы (совместно с А. Зенякиным, А. Сёминым)
- 1960 — Намасте (совместно с А. Зенякиным, А. Сёминым)
- 1960 — Н. С. Хрущёв в Бирме (совместно с группой операторов)
- 1960 — Президент Финляндской республики в Москве (совместно с А. Зенякиным, П. Касаткиным)
- 1960 — Символ дружбы
- 1962 — Набат мира (совместно с группой операторов)
- 1963 — Волшебный луч (совместно с В. Цитроном, И. Бганцевым)
- 1963 — Московский день поэзии
- 1963 — Мы — студенты МГУ(совместно с группой операторов)[8]
- 1964 — Всесоюзный староста (совместно с группой операторов)[9]
- 1964 — Красная площадь[10]
- 1964 — Самый трудный экзамен[11]
- 1965 — Дебют молодых (совместно с А. Хавчиным)[12]
- 1965 — Плакат — наше боевое оружие[13]
- 1965 — Путь начинается
- 1966 — Ветераны (совместно с Б. Макасеевым)[14]
- 1966 — Визит мира и дружбы
- 1966 — И вспомнил партизан…  (совместно с группой операторов)
- 1966 — Мир без игры (совместно с З. Громовой, А. Кочетковым)
- 1966 — Наш друг — Ромен Роллан (совместно с З. Громовой)[15]
- 1967 — Игра без игры
- 1967 — Студенческие годы
- 1968 — Московская вода

Режиссёр
- 1965 — Плакат — наше боевое оружие

## Награды
- орден Красной Звезды (16 ноября 1944)[16]
- орден Отечественной войны II степени (7 июня 1945)[17]
- орден «Знак Почёта» (6 декабря 1949)[18]
- медаль «За отвагу» (2 апреля 1943)[19]
- медаль «За оборону Кавказа» (май 1944)[4]
- медаль «За победу над Германией в Великой Отечественной войне 1941-1945 гг.» (май 1945)[20]
- медаль «За взятие Кенигсберга» (июнь 1945)[4]
- медаль «За освобождение Варшавы» (июнь 1945)[4]
- орден Полярной звезды (МНР; 9 июля 1952)[4]
- медаль «За Варшаву 1939—1945» (ПНР; февраль 1946)[4]